# Membres de la Société royale du Canada, par ordre alphabétique V
| Nom                   | Année | Occupation |
| --------------------- | ----- | ---------- |
| Andre Vachet          | 1994  |            |
| Louis-Albert Vachon   | 1974  |            |
| Lorraine Vaillancourt | 1995  |            |
| Mario Valdès          | 1983  |            |
| Zdenek Valenta        | 1972  |            |
| William Valgardson    | 2002  |            |
| Theo van de Ven       | 1998  |            |
| Henry van Driel       | 1997  |            |
| Aritha van Herk       | 1997  |            |
| Michel van Schendel   | 2001  |            |
| Dennis Vance          | 1996  |            |
| Don VandenBerg        | 1999  |            |
| Jacques Vanier        | 1988  |            |
| Scott Vanstone        | 1998  |            |
| Warren Veale          | 1988  |            |
| John Vederas          | 1997  |            |
| Jan Veizer            | 1986  |            |
| Pierre Verge          | 1986  |            |
| Desh Verma            | 1986  |            |
| Jill Vickers          | 2003  |            |
| Ashok Vijh            | 1985  |            |
| Vaira Vīķe-Freiberga  | 1990  |            |
| Paul Villeneuve       | 1996  |            |
| Patrick Vinay         | 1991  |            |
| Warwick Vincent       | 2002  |            |
| Leo Vining            | 1974  |            |
| Erich Vogt            | 1970  |            |
| Richard Vollenweider  | 1989  |            |
| Gregor von Bochmann   | 1997  |            |
| Mladen Vranic         | 1997  |            |